# おきなわマラソン
おきなわマラソンは毎年2月の最終日曜日または3月の第一日曜日に沖縄県沖縄市・うるま市・嘉手納町・北谷町・北中城村の沖縄本島中部5市町村をコース（42.195km）に開催されるマラソン大会。沖縄県では、12月に行われるNAHAマラソンと並ぶ大規模なマラソン大会である。

## 概要
競技種目はNAHAマラソンと同じく市民マラソン（一般のフルマラソン）に加え、競技部門のフルマラソン（一般部門と同時）も行われ、さらに一般・高校の10kmのロードレースも行われる。
スタートは9:00、安慶名交差点（うるま市安慶名）、かりゆし園前（沖縄市登川）、嘉手納基地第2ゲート(同市中央)、嘉手納基地第5ゲート（同市山内）、渡口交差点（北中城村渡口）の5ヶ所の関門（時間制限地点）が設けられており、所定の制限時刻までに通過しなければ失格となる（安慶名交差点は11:55、かりゆし園前12:47、嘉手納基地第2ゲート13:23、嘉手納基地第5ゲート13:47、渡口交差点15:00）。さらに最終ゴールは15:15となっている。なお10kmロードレースは9:40スタートで、中城港第3ゲート前関門の制限時間が10:20、最終ゴールは11:00となっている。

### 沿革
もともとは1955年開始の「新報那覇マラソン」（現在行われているNAHAマラソンとは別）だったものを、1993年に中部に移転、大規模な市民マラソン大会となって現在の名称となる。前身の「新報那覇マラソン」や現在12月に開催される「NAHAマラソン」のように、年号を含めた、「第aa回20xxおきなわマラソン」（20xxは年号）の名称で実施されている。
2011年以降は、2月の第3日曜日に開催されている（2004年 - 2009年は2月の第4日曜日、1993年・2010年においては3月第1日曜日に開催された）。2021・22・23年は、新型コロナウイルス感染症の流行を受け、3年続けて「翌年までの開催延期」となっている。2024年は2月18日に4年ぶりに開催予定。

### 運営
- 主催：中部広域市町村圏事務組合、琉球新報社、沖縄陸上競技協会、沖縄県総合運動公園指定管理者トラステック・ミズノ共同企業体、沖縄テレビ放送
- 主管：おきなわマラソン実行委員会

## コース
沖縄市の沖縄県総合運動公園をスタート・ゴール（ゴールは陸上競技場）に沖縄本島中部の5市町村を廻るが、後半では嘉手納基地と、米軍施設の中もコースに含まれているのが特徴的である。
- 自治体：沖縄市 - うるま市 - 沖縄市 - 嘉手納町 - 北谷町 - 沖縄市 - 北中城村 - 沖縄市
- 主な施設・道路：沖縄県総合運動公園（スタート） - 沖縄県道85号沖縄環状線 - 沖縄県道33号具志川沖縄線 - 沖縄県道16号線 - 沖縄県道10号伊計平良川線 - 沖縄県道8号線 - 国道329号 - 沖縄県道74号沖縄嘉手納線 - 沖縄県道85号沖縄環状線 - 嘉手納基地 - 沖縄県道24号線 - 国道330号 - 沖縄県道81号宜野湾北中城線 - 沖縄県道227号沖縄県総合運動公園線 - 沖縄県総合運動公園陸上競技場（ゴール）

## テレビ・ラジオ中継
テレビは主催者の一員である沖縄テレビ（OTV）が中継しているが、番組編成上の関係でスタートからゴールまでの完全中継ではなく、スタート直前の8:55 - 11:50の放送になっている。以前は最終ゴールの15:00前後や『いつみても波瀾万丈』の同時ネットの影響で2部制にて放送していたが、これも番組編成上現在は放送されていない。2月の最終日曜日に開催されていた当時は、沖縄テレビでは2009年まで、当大会の後、12:00から「横浜国際女子駅伝」（日本テレビからの同時ネット）も放送しており、同局ではこの日は2度も大規模なマラソン・駅伝大会が放送されていた。また3月上旬には1時間程度の総集編が放送される。
現在は沖縄テレビでの沖縄県内ローカルのみの放送となっているが、1990年代後半にはテレビ東京の製作でTXN系列6局で16:00からダイジェスト版で全国中継したことがある（その当時、沖縄テレビが放送していたが主催者ではなかったため、放送日も大会当日ではなくテレビ東京系と同じものを1週間遅れで放送していた）。
ラジオは主催者である琉球新報の系列であるラジオ沖縄（ROK）が第1回から中継しているほか、沖縄市のコミュニティーFMであるFMコザでも中継している。
なお前身の「新報那覇マラソン」時代はNHK沖縄放送局がラジオ第1（沖縄県ローカル）で放送していた。その関係でNHK沖縄は現在も当大会の後援になっている（当大会になってからNHKでの中継はない）。

## 過去に参加経験のある有名人
- 東国原英夫（後の宮崎県知事・衆議院議員。テレビ東京系全国ネット時代に当時の芸名であるそのまんま東として「番組企画」で参加）